# Mauzoleum księcia Brunszwiku w Genewie

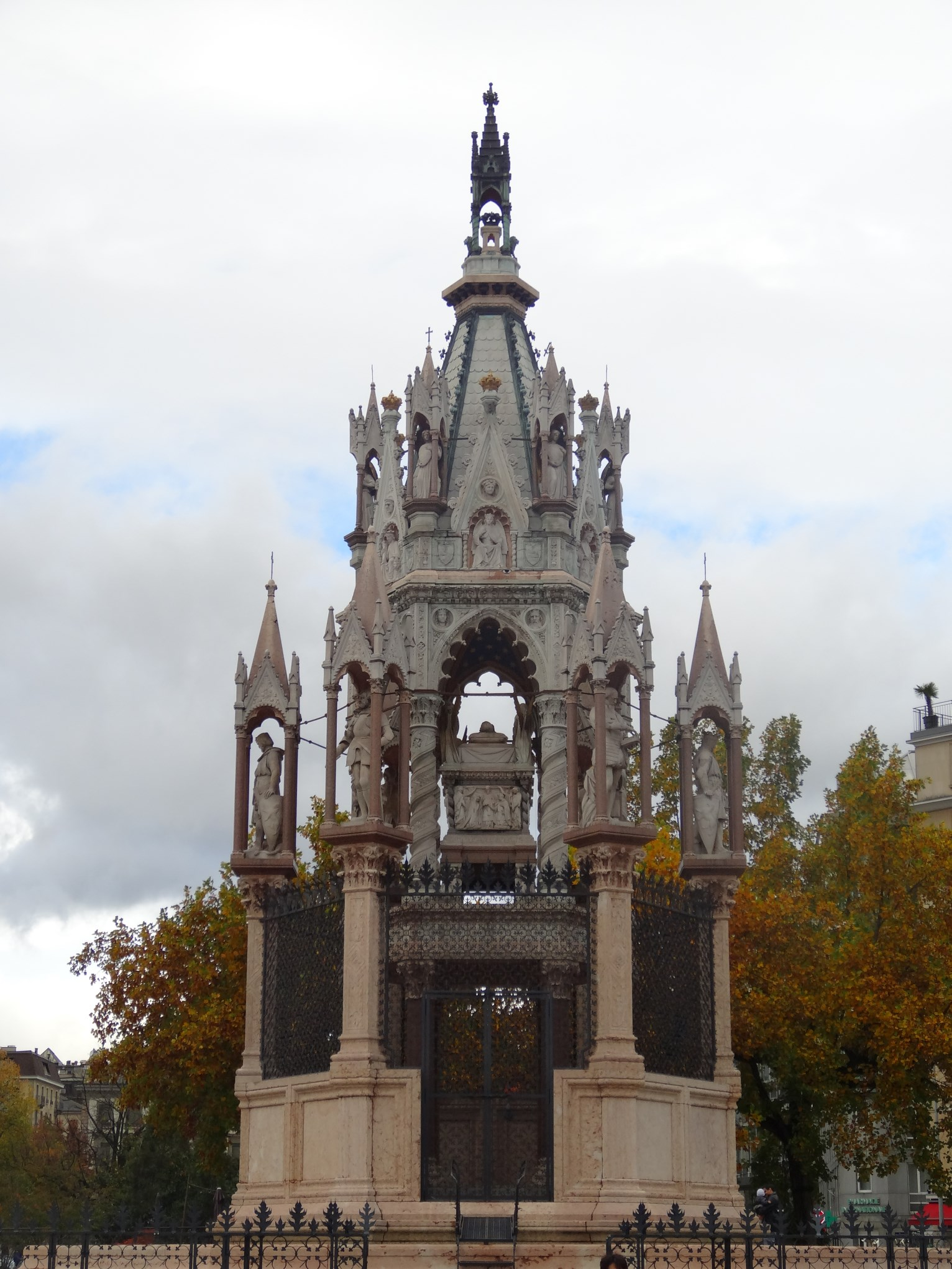
Mauzoleum księcia Brunszwiku w Genewie

Mauzoleum księcia Brunszwiku (fr. Monument Brunswik) – pomnik księcia Brunszwiku Karola II w Genewie, w Szwajcarii.
Znajduje się nad brzegiem Jeziora Genewskiego, na rogu bulwaru Mont-Blanc (fr. quai du Mont-Blanc) i ulicy (fr. rue) Adhémar-Fabri. Wzniesiony został na mocy testamentu księcia w 1879 r. podczas zagospodarowania bulwaru Mont-Blanc, powstałego częściowo na terenach wydartych jezioru. Jest odwzorowaniem wspaniałego, gotyckiego mauzoleum rodziny Scaligeri z włoskiej Werony.